# قبل القانون (فارغو)
قبل القانون هي الحلقة الثانية من الموسم الثاني من سلسلة مختارات (اف اكس فارغو)، والحلقة الثانية عشرة من المسلسل بشكل عام. كتبه وأخرجه مؤلف المسلسل ومقدم العرض نوح هاولي.
بثت الحلقة لأول مرة في 19 أكتوبر 2015 وشوهدت من قبل 0.96 مليون مشاهد. تلقت إشادة من النقاد، الذين أعجبوا بكلا من كتابتها وتمثيلها وسرعتها.

## الحبكة
وصل جو بولو (براد جاريت) ومايك ميليغان (بوكيم وودبين) وشقيقان من نقابة كانساس سيتي من كيتشن إلى مقر جيرهاردت. عرضت بولو على فلويد جيرهاردت (جان سمارت) صفقة شرائية لعائلتها كما ستسمح لهم بإدارتها. بعد ذلك، أخبرت فلويد أبنائها عن الاجتماع. يتذمر دود بسبب إدارة والدته للشركة، لكنه يرضخ عندما أفصحت عن نيتها في توليته المسؤولية بمجرد أن يستقر الوضع الحالي. ثم طلبت العثور على راي حيث بدأت ميليجان والأخوين من كيتشن أيضًا في البحث عن راي.
في لوفيرن، تستأنف بيغي بلومكويست (كريستن دانست) العمل في صالون التجميل بينما يبقى (إد) في المنزل لتنظيف المرآب وجمع جثة راي لنقلها إلى محل الجزارة.
أثناء القيادة لإيصال عائلته إلى المدينة، توقف (لو) عند مسرح الجريمة حيث وجدت بيستي بندقية راي وسط بعض الحشائش. في وقت لاحق من تلك الليلة، رأى (لو) ضوءًا يلمع داخل محل الجزارة المغلق ووجد إد هناك. طلب «لو» شراء بعض لحم الخنزير المقدد، بينما يبذل «إد» قصارى جهده لإلهاء «لو» عن رؤية بقايا الجثة في مفرمة اللحم. في النهاية يغادر (لو) غير مدرك لما كان يحدث من حوله، وينتهي (إد) من طحن جسد راي بينما تضيء الأضواء الساطعة الغريبة في الجزء الخارجي من متجر الجزارة.

## إنتاج
تم تقديم موسيقى الحلقة بواسطة مؤلف المسلسل جيف روسو.

## الأستقبال

### التقييمات
تم بث الحلقة لأول مرة في الولايات المتحدة على إف إكس في 19 أكتوبر 2015 وحصلت على 0.94 مليون مشاهد. 

### استقبال نقدي
تلقى فيلم "قبل القانون" اشادة من النقاد، حيث سطع نجمه ويحمل حاليًا تصنيفًا مثاليًا بنسبة 100٪ على موقع روتن توميتوز. الإجماع النقدي" قبل القانون" يقارن بنجاح تصوير فارجو الكاسح مع دراسة الشخصية الحميمة التي تبني التوتر بين مختلف نصوص القصة. " 
في مراجعة إيجابية للغاية، أعطى تيري شوارتز من آي جي إن للحلقة تقييمًا 9.2 من أصل 10، واختتم بأن «Fargo قدم حلقة أخرى ممتازة مع» قبل القانون «، والتي ركزت أكثر على زيادة الضغط من بناء العالم. وصرح بأن هذا ليس عرضًا لإضاعة الوقت، لنأمل أن يؤتي التوقف المؤقت لتقييم الضرر بعد أحداث العرض الأول ثماره في الحلقة 3.» 

## روابط خارجية
- «قبل القانون» على قاعدة بيانات الأفلام على الإنترنت